# Баптишта, Мессиаш
Мессиаш Филипе Сантуш Баптишта (порт. Messias Filipe Santos Baptista; род. 25 июня 1999, Вила-ду-Конди, Порту) — португальский гребец на байдарках, трёхкратный чемпион мира 2023 и 2024 годов, чемпион III Европейских игр 2023 года, чемпион Европы 2025 года. Участник летних Олимпийских игр 2020 и 2024 годов.

## Карьера
В 2021 году на взрослом чемпионате мира, который прошёл в Копенгагене, Баптишта стал серебряным призёром на дистанции 200 метров в смешанных байдарках-двойках.
На летних Олимпийских играх в Токио, в 2021 году, принял участие в заездах байдарках-четвёрках. Команда Португалии квалифицировалась в финал А и заняла итоговое восьмое место.
На Европейских играх 2023 года в Кракове завоевал золотую медаль в байдарках-одиночках на дистанции 200 метров.
В 2023 году на чемпионате мира в Дуйсбурге стал чемпионом в байдарках-двойках на дистанции 500 метров.
На летних Олимпийских играх в Париже, в 2024 году, Мессиас принял участие в заездах байдарках-двойках, квалифицировался в финал А и заняла итоговое шестое место.
В Самарканде на чемпионате мира 2024 года, который состоялся сразу же после Олимпийских игр, Баптишта в смешанных байдарках-двойках на дистанции 500 метров завоевал золотую медаль. На 200 метровке также стал чемпионом.
В 2025 году на чемпионате Европы в Рачице в четвёрках на дистанции 500 метров завоевал золотую медаль. На дистанции 200 метров в байдарках-одиночках завоевал серебряную медаль.